# Šarlota Frederika Meklenbursko-Zvěřínská
Šarlota Frederika Meklenbursko-Zvěřínská (německy Charlotte Friederike, Herzogin zu Mecklenburg, dánsky Charlotte Frederikke) (4. prosince 1784, Ludwigslust – 13. července 1840, Řím) byla meklenburská vévodkyně z meklenbursko-zvěřínské linie a první manželka pozdějšího dánského krále Kristiána VIII.

## Životopis
Šarlota Frederika byla dcerou vévody Bedřicha Františka I. Meklenburského a jeho manželky Luisy von Sachsen-Gotha-Altenburg (1756–1808).
Současníky byla označována za velmi půvabnou, vitální, temperamentní a lehkomyslnou; tyto vlastnosti zřejmě předurčily její osud.
21. června 1806 se na svém rodném zámku Ludwigslust provdala za dánského korunního prince Kristiána. Z manželství se narodili dva potomci, pouze jediný syn se však dožil dospělosti:
- Kristián Frederik (8. dubna 1807),
- Frederik Karel (6. října 1808 – 15. listopadu 1863), pozdější dánský král Frederik VII.,
⚭ 1828 Vilemína Dánská (18. ledna 1808 – 30. května 1891)
⚭ 1841 Karolina Mariana Meklenbursko-Střelická (10. ledna 1821 – 1. června 1876)
⚭ 1850 baletka Luisa Rasmussenová (21. dubna 1815 – 6. března 1874), morganatický sňatek

Již v roce následujícím po narození prince Frederika (pozdějšího dánského krále Frederika VII.) se však pár rozešel kvůli skandálnímu milostnému poměru, který Šarlota Frederika měla s francouzským zpěvákem a skladatelem Édouardem Du Puy. 31. března roku 1810 bylo manželství rozvedeno, Šarlota Frederika byla vypovězena od dvora a měla zakázáno vídat svého syna. Pobývala nejprve v Altoně, později v Jutsku, kde sídlila v paláci v Horsens; zde měla nové milostné vztahy s důstojníky místní vojenské posádky.
V roce 1829 odcestovala Šarlota Frederika do Itálie, kde rok později (1830) ve Vicenze konvertovala ke katolictví. Počátkem roku 1833 se usadila v Římě, kde vedla dobře navštěvovaný salón a starala se o Dány v Římě.
Po dlouhé nemoci v Římě 13. července roku 1840 zemřela a byla v čtyřnásobné rakvi pochována ve Vatikánu na hřbitově Campo Santo Teutonico. Její hrob střeží anděl míru, jehož bronzovou sochu vytvořil dánský malíř Jens Adolf Jerichau.